# Philips de Jongh Wandelpark

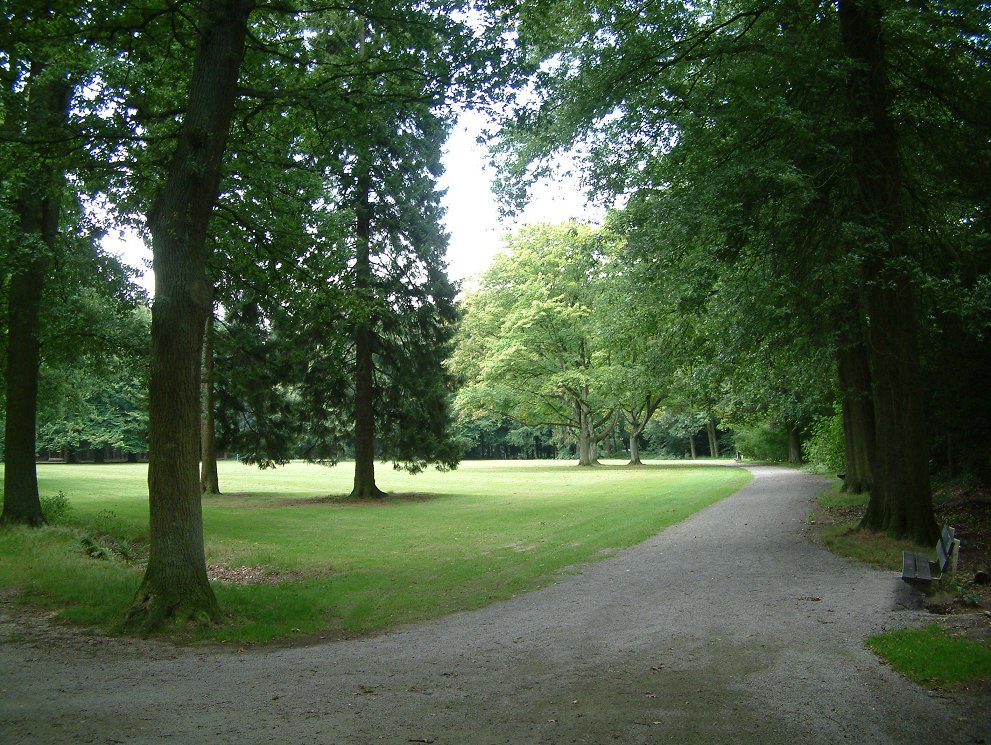
Foto van het park (juli 2008).

Het Philips de Jongh Wandelpark (of Philips de Jonghpark) is een park in het noorden van Eindhoven.
Het park ligt in het stadsdeel Strijp aan de Bezuidenhoutseweg, nabij Landgoed De Wielewaal en De Herdgang. De boslopen van de PSV-selectie vinden in het Philips de Jongh wandelpark plaats. Het park is genoemd naar de vrouw van Anton Philips, Anna Philips de Jongh. Het echtpaar schonk het park in 1920 aan de gemeente Eindhoven. In het park werd tussen 2007 en 2012 het Folkwoods festival georganiseerd. Inmiddels is het park ook bekend als festival plaats voor o.a. Hidden Garden & NOX.